# هورست شنايدر
هورست شنايدر (بالألمانية: Horst Schneider)‏ هو متسابق بياثل نمساوي، ولد في 1939 في لينتس في النمسا.

## وصلات خارجية
- هورست شنايدر على موقع أوليمبيديا (الإنجليزية)